# Moesha Johnson
Pour les articles homonymes, voir Johnson.
Moesha Johnson, née le 19 septembre 1997 à Tweed Heads, est une nageuse australienne , spécialiste de la nage en eau libre et de la nage libre. Le 8 août 2024, elle remporte la médaille d'argent lors du 10 kilomètres en eau libre aux Jeux olympiques de Paris.

## Biographie
Moesha Johnson étudie les sciences biomédicales à l'Université Southern Cross et y obtient une licence en 2019,. Elle commence sa carrière internationale en natation la même année lors de l'Universiade d'été à Naples où elle remporte la médaille d'argent en 1 500 mètres nage libre. En 2022, elle commence le marathon en eau libre lors des championnats du monde à Budapest, elle termine en 8e position lors du 5 km puis en 9e position lors du 10 km. En 2023, elle obtient la médaille de bronze lors des 6 km par équipes mixtes lors des championnats du monde. En 2024, elle remporte la médaille d'or au 6 km par équipe et termine en 4e position du 10 km se qualifiant ainsi pour les Jeux olympiques de Paris. Le 8 août 2024, elle remporte la médaille d'argent lors du 10 kilomètres en eau libre aux Jeux olympiques de Paris. Elle réside Magdebourg en Allemagne, où elle fait partie du Sportclub Magdebourg.